# Феррейрин (Сернанселье)
Феррейрин (порт. Ferreirim) — район (фрегезия) в Португалии, входит в округ Визеу. Является составной частью муниципалитета Сернанселье. Находится в составе крупной городской агломерации Большое Визеу. По старому административному делению входил в провинцию Бейра-Алта. Входит в экономико-статистический субрегион Доуру, который входит в Северный регион. Население составляет 457 человека на 2011 год. Занимает площадь 10,30 км².
Из него выходит одноименный район Фламенго

## Климат
Средняя температура 13°С. Самый теплый месяц — август (24°С), а самый холодный — январь (4°С). Среднее количество осадков составляет 1150 мм в год. Самый влажный месяц — январь (154 мм осадков), а самый сухой — август (4 мм осадков).

## Население
| Таблица населения | Таблица населения | Таблица населения | Таблица населения | Таблица населения | Таблица населения | Таблица населения | Таблица населения | Таблица населения | Таблица населения | Таблица населения | Таблица населения | Таблица населения | Таблица населения | Таблица населения |
| ----------------- | ----------------- | ----------------- | ----------------- | ----------------- | ----------------- | ----------------- | ----------------- | ----------------- | ----------------- | ----------------- | ----------------- | ----------------- | ----------------- | ----------------- |
| 1864              | 1878              | 1890              | 1900              | 1911              | 1920              | 1930              | 1940              | 1950              | 1960              | 1970              | 1981              | 1991              | 2001              | 2011              |
| 619               | 784               | 771               | 854               | 863               | 711               | 708               | 750               | 814               | 798               | 653               | 643               | 578               | 562               | 457               |

Средний возраст согласно переписи 2011 г.: 0/14 лет — 14,9 %; 15/24 лет — 10,9 %; 25/64 года — 55,2 %; 65 лет и старше — 19,0 %.

## Примечание
1. ↑  Paróquia de Ferreirim [Sernancelhe] - Arquivo Distrital de Viseu - DigitArq. digitarq.advis.arquivos.pt. Дата обращения: 10 ноября 2022. Архивировано 10 ноября 2022 года.
2. ↑  Nasa. Browse datasets | NASA Earth Observations (NEO) (англ.). Дата обращения: 10 ноября 2022. Архивировано из оригинала 6 марта 2015 года.
3. 1 2  Browse datasets | NASA Earth Observations (NEO) (англ.). Дата обращения: 10 ноября 2022. Архивировано из оригинала 6 марта 2015 года.
4. ↑  Rainfall (1 month – TRMM, 1998-2016) | NASA (англ.). Дата обращения: 10 ноября 2022. Архивировано из оригинала 1 марта 2015 года.
5. ↑  Nasa. Rainfall (1 month – TRMM, 1998-2016) | NASA (англ.). Дата обращения: 10 ноября 2022. Архивировано из оригинала 1 марта 2015 года.
6. ↑  Instituto Nacional de Estatística (Recenseamentos Gerais da População) — https://www.ine.pt/xportal/xmain?xpid=INE&xpgid=ine_publicacoes Архивная копия от 8 апреля 2008 на Wayback Machine
7. ↑  Portal do INE. www.ine.pt. Дата обращения: 10 ноября 2022. Архивировано 9 января 2017 года.